# KLM Cityhopper

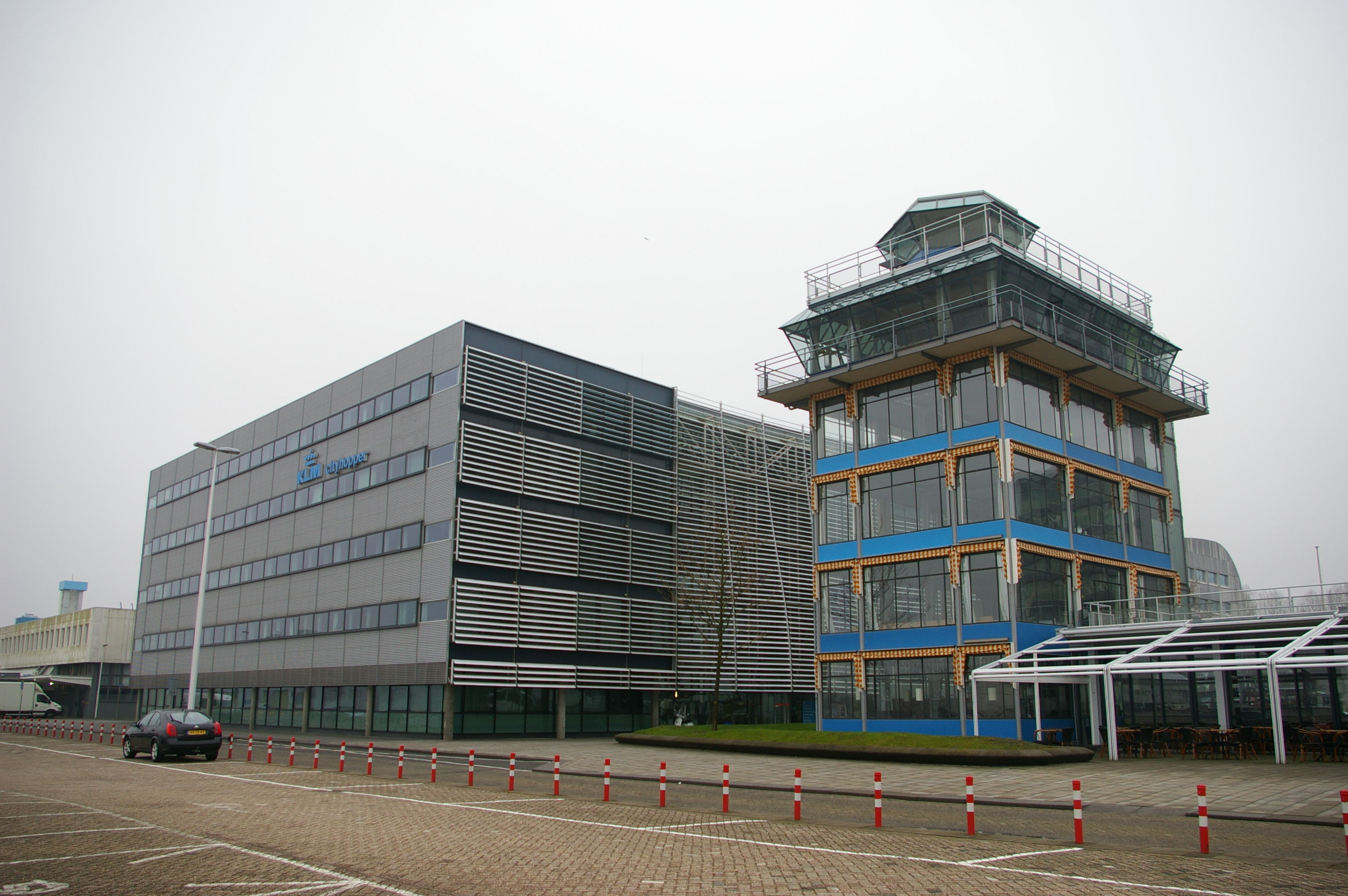
Kantoor van KLM Cityhopper, Schiphol-Oost

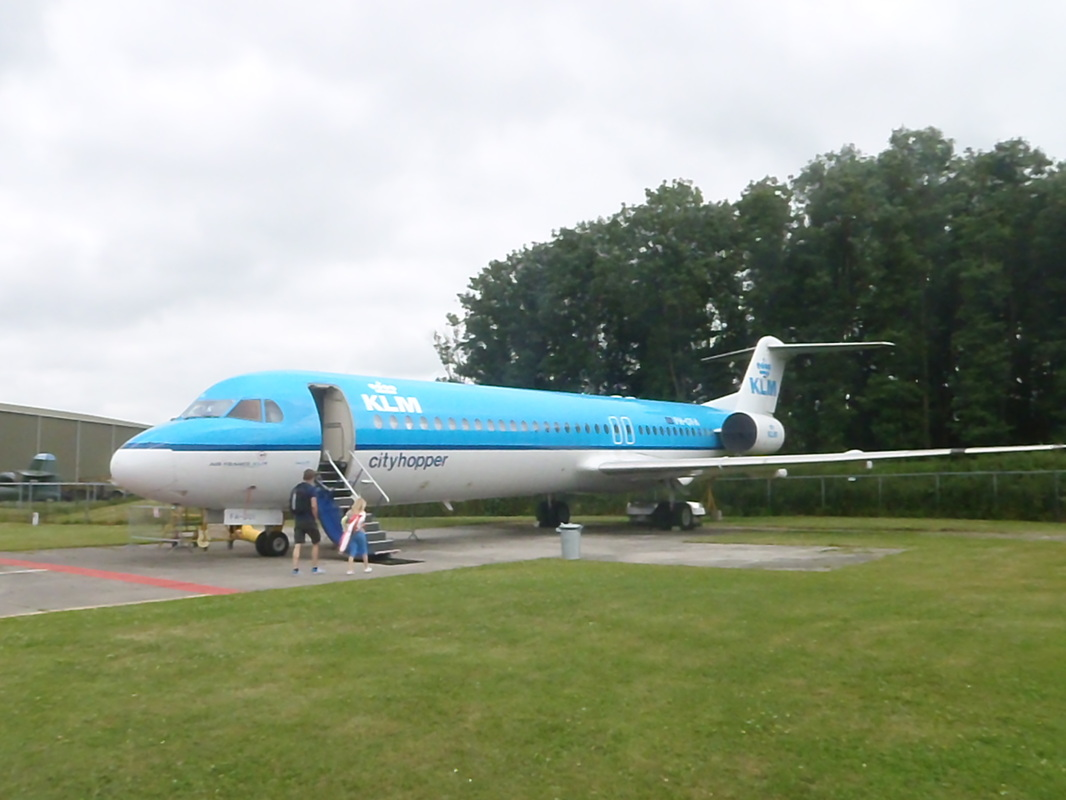
Voormalige KLM Cityhopper Fokker 100 op het Aviodrome in Lelystad

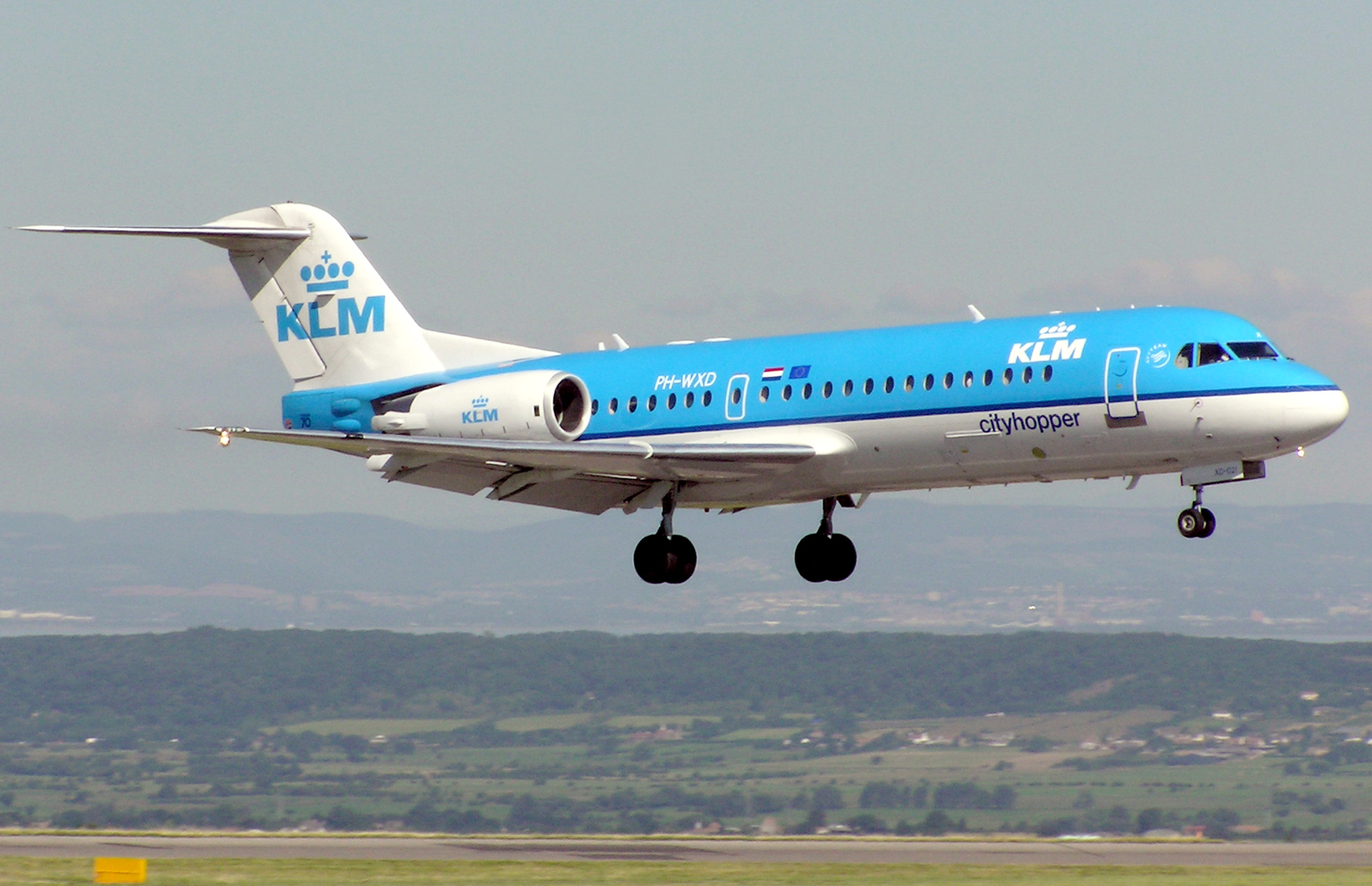
Fokker 70 landt op Bristol International Airport, Engeland

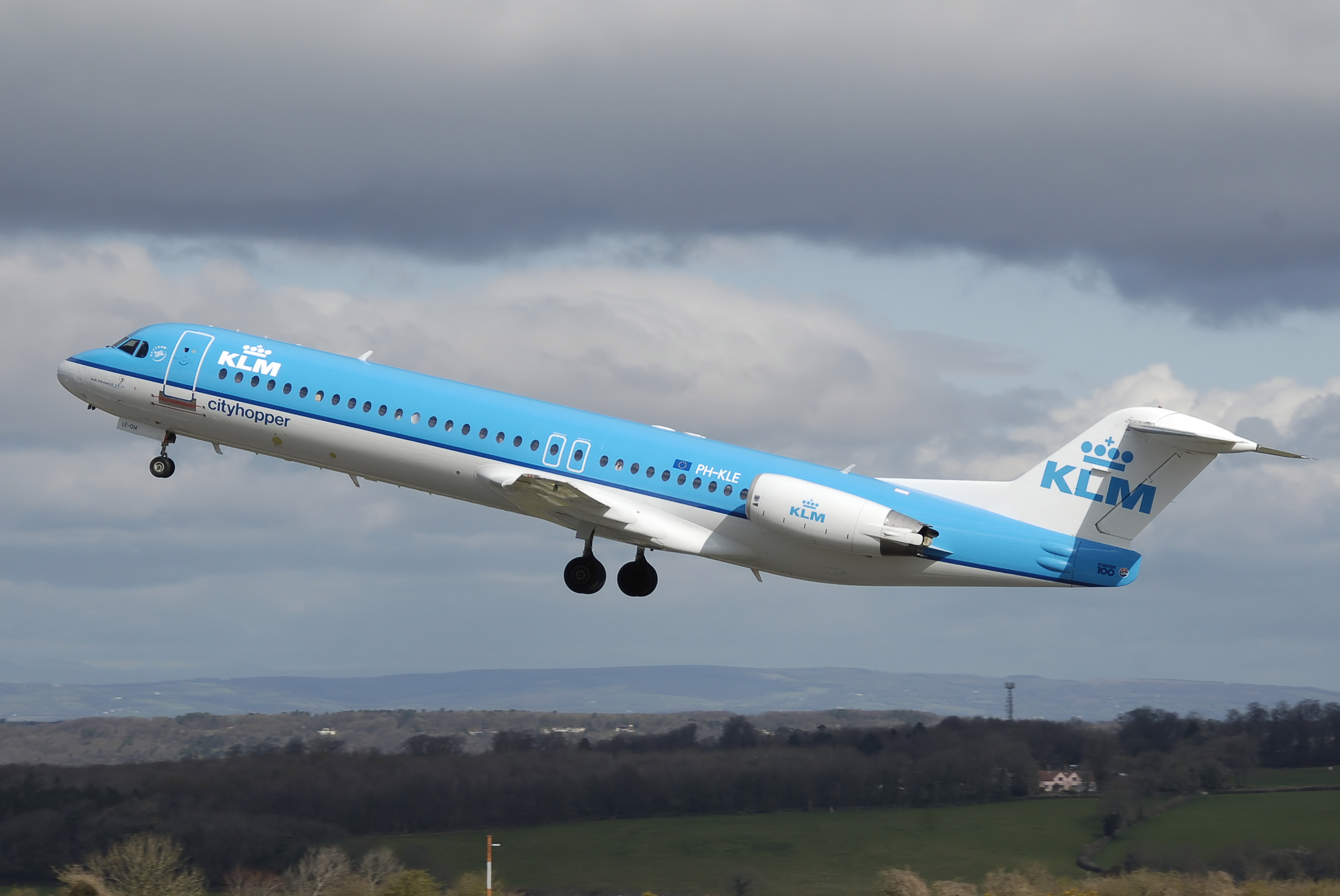
Fokker 100 net na de start

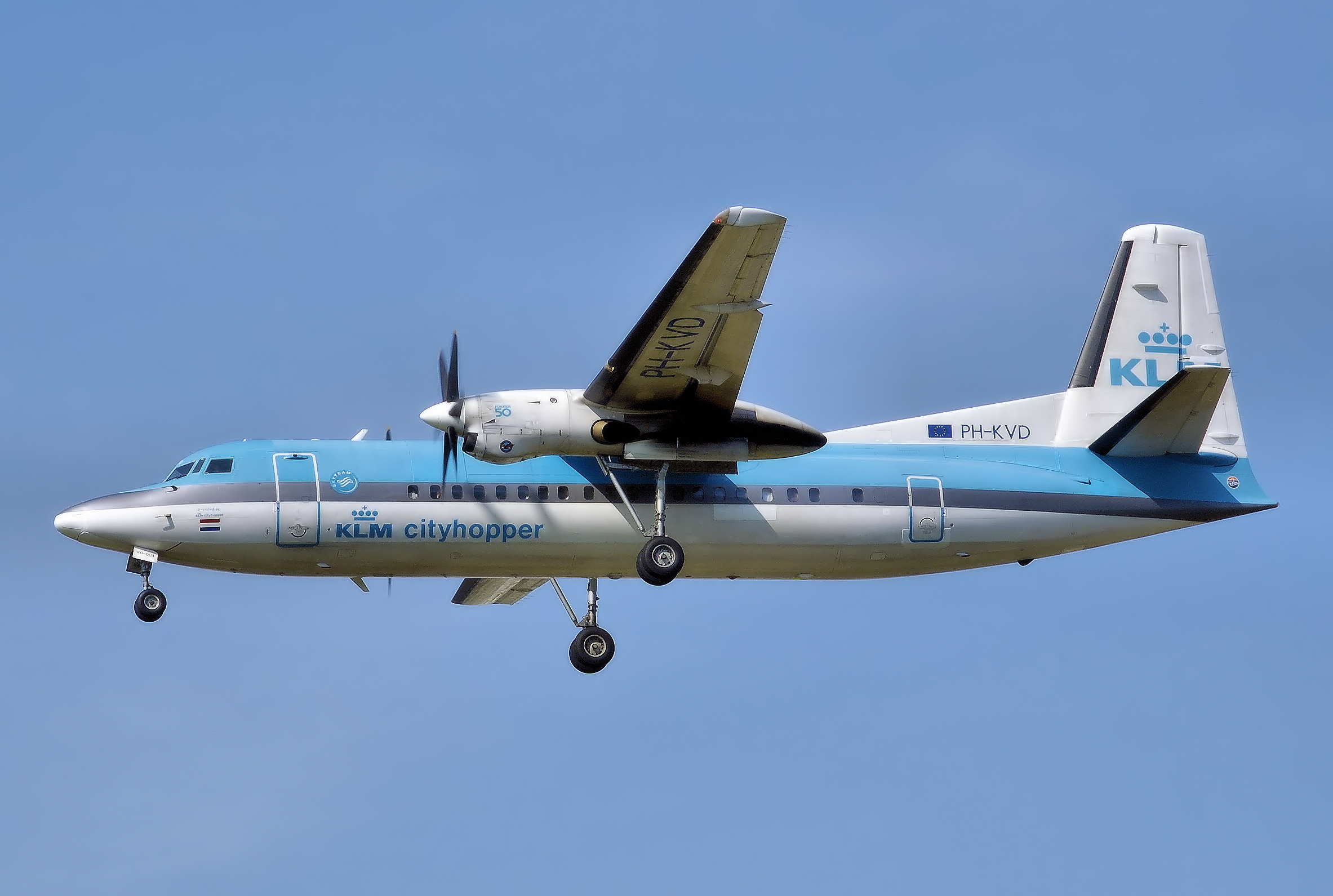
Fokker 50 tijdens het aanvliegen voor de landing

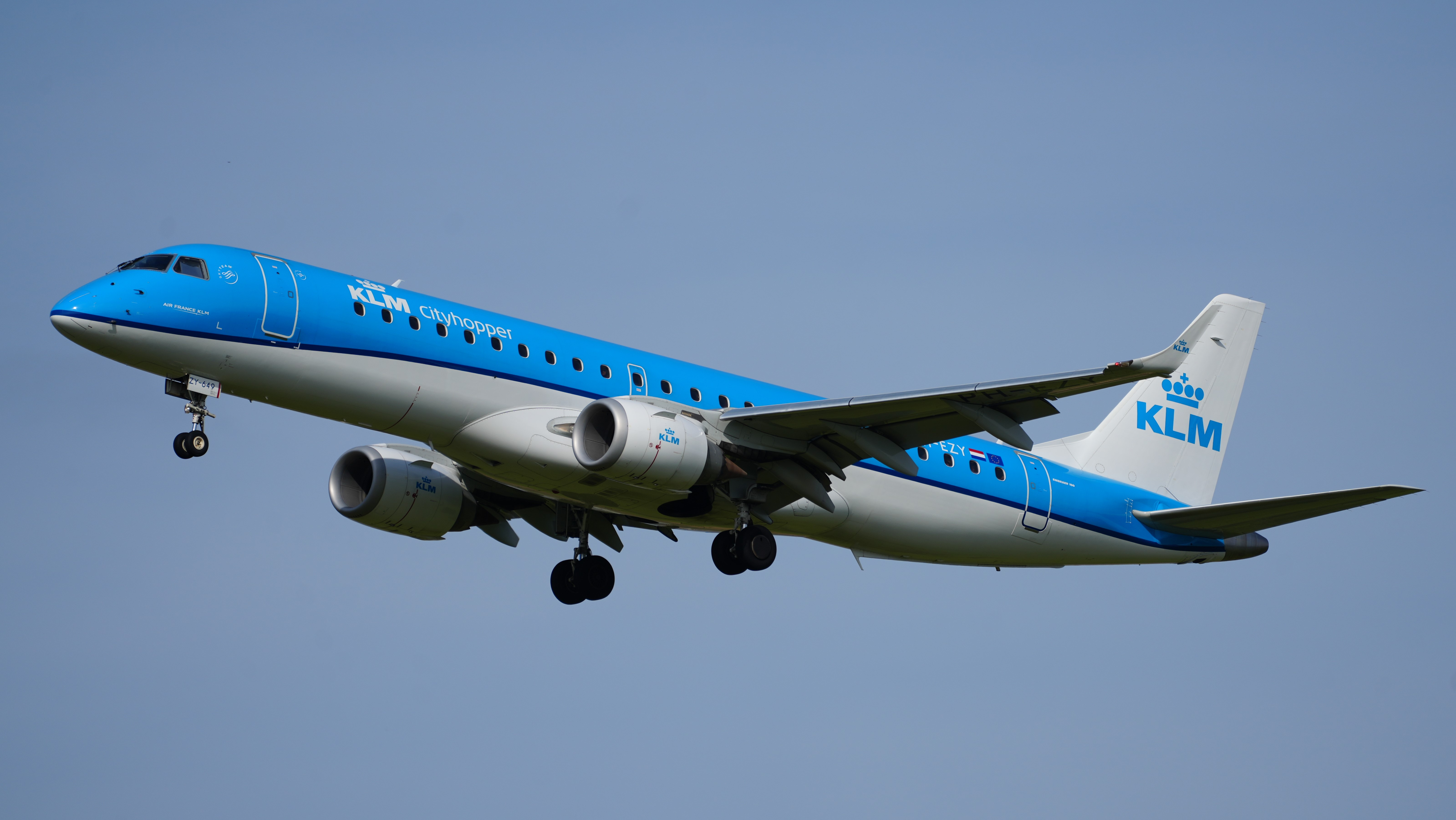
Een Embraer 190 tijdens het aanvliegen voor de landing

KLM Cityhopper is een luchtvaartmaatschappij uit Nederland. Het is een 100% dochteronderneming van KLM. KLM Cityhopper is een 'feeder operator' voor KLM en voert meer dan de helft van de vluchten van het totale KLM netwerk uit, uitsluitend binnen Europa. KLM Cityhopper voert het hoogste aantal vluchten op Schiphol uit, in vergelijking met andere luchtvaartmaatschappijen.

## Geschiedenis
In 1966 richtte KLM een dochtermaatschappij op voor de lokale vluchten, de NLM. Na het 10-jarig bestaan van de NLM veranderde de naam in NLM Cityhopper. In maart 1988 nam KLM de maatschappij NetherLines over. Door het samenvoegen van NLM Cityhopper en NetherLines beschikte KLM in maart 1991 over een nieuwe organisatie voor regionaal Europees luchtvervoer waarbij ook een naamswijziging werd doorgevoerd. NLM Cityhopper hield op te bestaan, en de naam van het nieuwe bedrijf werd "KLM Cityhopper" (KLC). In 2002 ging ook KLM UK onder de naam KLM Cityhopper vliegen. KLM UK vloog alleen maar met Fokker 100- en Fokker 50-vliegtuigen. KLM Cityhopper had anno 2010 de grootste vloot met Fokker-toestellen ter wereld. KLM Cityhopper voerde ook binnenlandse lijnvluchten uit. Het bedrijf stopte hiermee omdat de bezettingsgraad niet boven de 50% uit kwam. De laatste binnenlandse lijnvlucht werd gemaakt op 25 oktober 2008 van Amsterdam naar Maastricht.

## Vloot
De KLM Cityhopper vloot bestaat eind december 2024 uit de volgende toestellen:
| KLM Cityhopper vloot | KLM Cityhopper vloot | KLM Cityhopper vloot | KLM Cityhopper vloot | KLM Cityhopper vloot | KLM Cityhopper vloot | KLM Cityhopper vloot | KLM Cityhopper vloot                                          |
| Toestel              | Totaal               | Bestellingen         | Passagiers           | Passagiers           | Passagiers           | Passagiers           | Opmerkingen                                                   |
| Toestel              | Totaal               | Bestellingen         | Business             | Economy Comfort      | Economy              | Totaal               | Opmerkingen                                                   |
| -------------------- | -------------------- | -------------------- | -------------------- | -------------------- | -------------------- | -------------------- | ------------------------------------------------------------- |
| Embraer 175          | 17                   | 0                    | Variabel 4 tot 20    | Variabel 4 tot 16    | 60                   | 88                   |                                                               |
| Embraer 190          | 29                   | 0                    | Variabel 4 tot 20    | Variabel 4 tot 16    | 72                   | 100                  | 1 (PH-EZX): in Sky-Team livery                                |
| Embraer 195 E2       | 23                   | 2                    | Variabel 4 tot 20    | Variabel 4 tot 16    | 104                  | 132                  | Er liggen plannen klaar om de capaciteit naar 136 te brengen. |
| Totaal               | 69                   | 2                    |                      |                      |                      |                      |                                                               |

### Het verdwijnen van de Fokkers
Op 28 maart 2010 vloog de laatste Fokker 50 een commerciële KLM vlucht. Ook de Fokker 100's zijn in 2012 geheel uit de vloot verdwenen. KLM evalueerde in 2012 verder de toekomst van de Fokker 70 toestellen. Ze zouden volgens het bedrijf economisch gezien tot maximaal 2018 kunnen meegaan. In 2015 maakt KLM echter bekend de Fokker 70 vloot te vervangen door toestellen van Embraer. KLM heeft zeventien nieuwe toestellen besteld, waarvan vijftien Embraer 175's en twee Embraer 190's. De reden van de overstap is voornamelijk het brandstofverbruik van de intussen verouderde Fokker 70. Op 28 oktober 2017 landde om 20.30 uur de laatste passagiersvlucht met de Fokker 70 van KLM uit Londen. Hiermee verdween het laatste Fokkertype uit de vloot van KLM.

### Voormalige vloot
| Toestel               | In dienst | Uit dienst |
| --------------------- | --------- | ---------- |
| Fokker F27 Friendship | 1966      | 1991       |
| Fokker F28 Fellowship | 1978      | 1996       |
| Fokker 50             | 1991      | 2010       |
| Fokker 70             | 1995      | 2017       |
| Fokker 100            | 1991      | 2012       |
| Saab 340              | 1990      | 1998       |

## Bestemmingen
Verscheidene Europese vluchten van KLM worden uitgevoerd door zowel KLM als KLM Cityhopper, afhankelijk van de tijd van de dag, de dag van de week en de tijd van het jaar. KLM Cityhopper heeft wel een aantal eigen vluchten in haar dienstregeling naar enkele luchthavens in het Verenigd Koninkrijk. Deze vluchten worden uitgevoerd onder vluchtnummers die beginnen met WA, in plaats van KL.

## Incidenten en ongevallen
- 5 juni 1993 - Een Fokker 50 van KLM Cityhopper landt op Luchthaven Schiphol terwijl het een wiel van het landingsgestel heeft verloren. Het onderstel is echter zo uitgerust dat de landing zonder problemen verloopt. Het vliegtuig komt uit Bremen en verliest tijdens het uitklappen het wiel boven een weiland bij Mijdrecht.
- 4 april 1994 - Een Saab 340 met vluchtnummer KL 433 stort neer. Het toestel keert na opstijgen van Schiphol terug naar de luchthaven vanwege het uitvallen van een motor. Bij de landing gaat het echter mis. Het toestel verongelukt vlak naast de Kaagbaan. Van de 24 mensen aan boord komen er drie om het leven; twee passagiers en de gezagvoerder.
- Mei 2001 - Een monteur loopt bij een controle tegen een draaiende propeller van een Fokker 50 van KLM en raakt daardoor ernstig gewond.
- 26 september 2008 - Een KLM Cityhopper Fokker 50 (PH-KVE) wordt op het vliegveld van Keulen bestormd door Duitse commando's. Twee passagiers worden gearresteerd op verdenking van poging tot kaping.
- 29 mei 2024 - Een Embraer E190 raakt betrokken bij een incident waarbij een persoon in de draaiende motor van het vliegtuig terechtkomt. De Embraer stond op het punt om een vlucht naar Billund uit te voeren. Passagiers en crew aan boord waren getuige van het incident en zijn opgevangen. Uit verder onderzoek is gebleken dat het slachtoffer suïcidaal was.

## Trivia
- In een aflevering van de Britse televisieserie Keeping up Appearances (Schone Schijn) reizen de twee personages met een Saab 340 (de PH-KSC) van KLM Cityhopper naar Kopenhagen.
- Het eerste Fokker-toestel dat in 2009 de vloot verliet was een Fokker 50, de PH-KVD. Dit toestel was echter het vierde van het type Fokker 50 dat bij KLM Cityhopper in dienst kwam. Het eerste was de PH-KVA, die twee dagen later de vloot verliet.
- In 2010 doneerde KLM Cityhopper haar oudste Fokker 100 (de PH-OFA) aan het Aviodrome.
- In 2011 doneerde KLM Cityhopper een van haar Fokker 100-toestellen (de PH-OFE) aan Schiphol. Het toestel staat op het Panoramaterras.
- Een additionele Fokker 70, registratie (PH-KBX), in VIP-configuratie werd door een bemanning van Cityhopper gevlogen voor de Nederlandse koninklijke familie en leden van de Nederlandse regering.
- Sinds mei 2014 hebben nieuw afgeleverde toestellen een kleurenschema met een boog bij de neus. Dit kleurenschema zal geleidelijk aan bij alle toestellen worden toegepast.
- KLM heeft de Fokker 100 (de PH-OFF) aan de school AM&TS gegeven voor opleiding van toekomstige monteurs.